# Shadows in the Sun
Shadows in the Sun es una película independiente británica del 2009, dirigida por David Rocksavage, y protagonizada por James Wilby, Jean Simmons, Jamie Dornan y Ophelia Lovibond.

## Trama
Un misterioso extraño logra reunir a una familia que hace tiempo perdió su rumbo.
Hannah (Jean Simmons) padece de una enfermedad crónica, fuma cannabis para aliviar sus penas, y tiene una relación inverosímil con un hombre mucho más joven que ella, Joe (Jamie Dornan). Vive perfectamente feliz con su poesía, su jardín y su amigo Joe, pero cuando el hijo de
Hanna, Robert (James Wilby), con su hija adolescente Kate (Ophelia Lovibond) y su joven hijo Sam (Toby Marlow), llega, este es sorprendido por la proximidad que tiene su madre con su joven amigo (Joe).

## Producción
Rodado en la zona costera de la región norte de Norfolk, la película presencia el regreso de Jean Simmons a la pantalla tras una década ausente. Esta fue su última película. La ambientación de la película se sitúa en los años 60 y también se utilizaron localizaciones en Walsingham, Holkham y Brancaster.
Los extractos de los poemas que figuran en la película incluyen The Rubaiyat of Omar Khayyam de una traducción de Edward FitzGerald, 'The Character of a Happy Life de Henry Wotton,  W.B. Yeats, When You Are Old,  y Variations de Conrad Aiken.